# Fesa (enginyeria hidràulica)

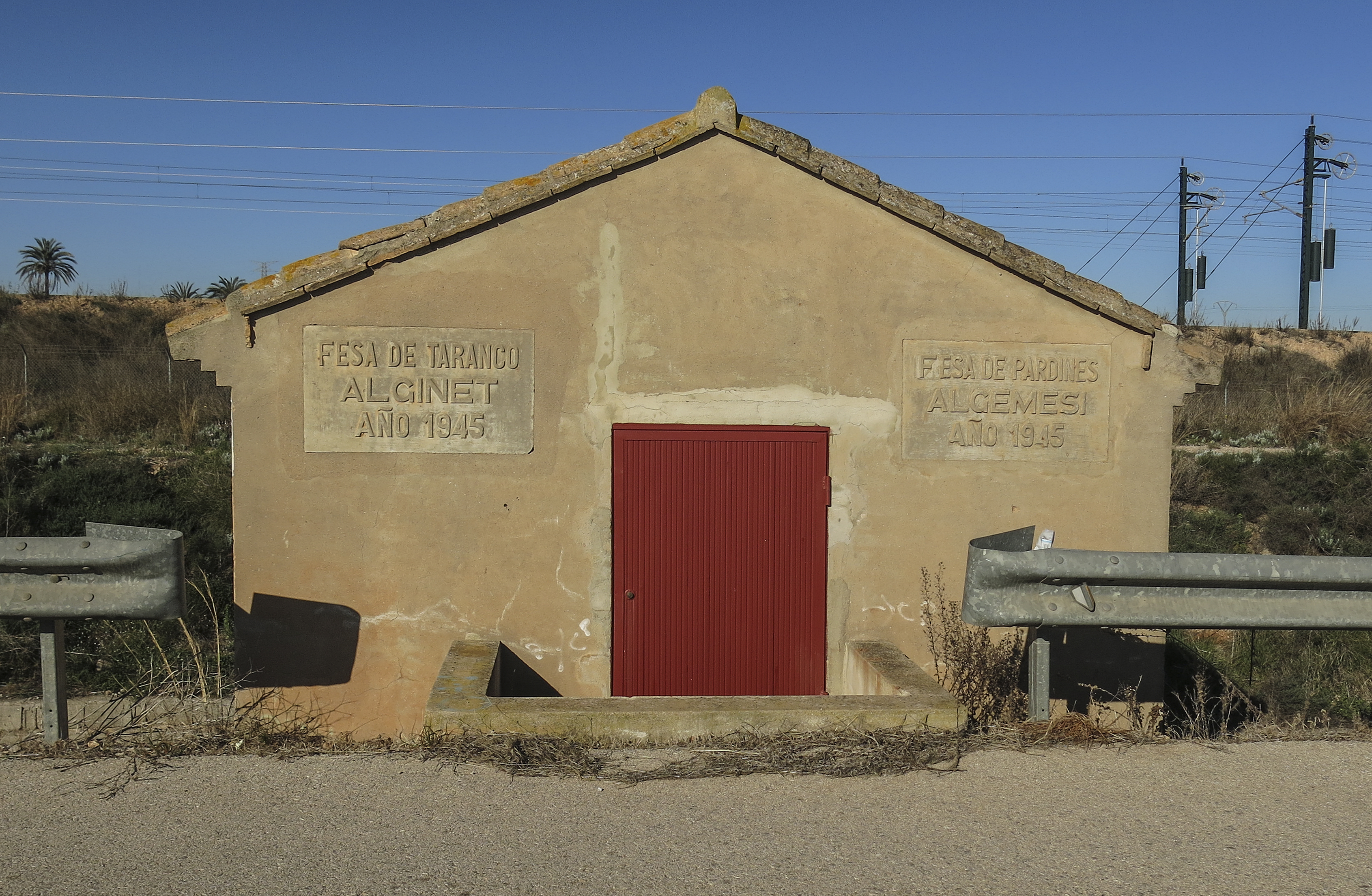
Fesa Taranco-Fesa Pardines. Séquia Reial del Xúquer a Alginet (País Valencià)

Una fesa, dins del vocabulari històric del regadiu valencià, és una presa d'aigua amb comporta normalment oberta que s'ubica a la part superior (el caixer) del marge lateral d'una séquia mare. Tenen forma rectangular i estan protegides per una caseta. El terme fesa s'ha utilitzat com a sinònim de boquera, dentell o portell, i pel tipus de material de l'obertura també s'utilitzava argamasa. L'any 1765 hi havia 20 feses a la séquia Reial d'Alzira i 224 a la séquia Reial de Montcada. En macrosistemes, com actualment a la séquia Reial del Xúquer, era considerable el nombre de feses.